# Циклооксигеназа-1
Циклооксигеназа-1 (ЦОГ-1), также простагландин-эндопероксид-синтаза-1 (PTGS1) — фермент, который у человека кодируется геном PTGS1. 
Является основным ферментом в метаболическом пути синтеза простагландинов из арахидоновой кислоты. Белок был выделен более 20 лет назад и клонирован в 1988 году.

## Изоформы
ЦОГ-1 демонстрирует высокую степень гомологичности с ЦОГ-2, хотя они кодируются разными генами. Тем не менее, данные ферменты различаются в регуляции их экспрессии и в тканевой локализации. ЦОГ-1 является конститутивным ферментом и в норме экспрессируется во многих тканях. ЦОГ-2, в свою очередь — индуцируемый фермент, экспрессируемый в ответ на различные сигналы, такие как цитокины и факторы роста.

## Функция
ЦОГ-1 — ключевой фермент в процессе биосинтеза простагландина. Он преобразует свободную арахидоновую кислоту, которая выделяется из мембранных фосфолипидов под действием фосфолипазы A2, в простагландин H2. ЦОГ-1 проявляет активность циклооксигеназы и гидропероксидазы. Циклооксигеназная активность присоединяет две молекулы кислорода к арахидоновой кислоте. Затем в процессе метаболизма арахидоновой кислоты образуется лабильный промежуточный пероксид простагландин G2, который затем под действием гидропероксидазной активности фермента восстанавливается до простагландина H2.
В процессе метаболизма арахидоновой кислоты в простагландин G2 также образуется небольшое количество рацемата 15-гидроксиэйкозотетраеновой кислоты, которая  может быть дальше метаболизирована в большой класс противовоспалительных агентов, липоксинов.
ЦОГ-1 стимулирует образование слизи в желудочно-кишечном тракте, которая защищает ткани от кислоты и пепсина.

## Клиническое значение
ЦОГ-1 ингибируется (подавляется) нестероидными противовоспалительными препаратами, такими как аспирин. Тромбоксан A2, важный продукт действия фермента, вызывает агрегацию тромбоцитов. Поскольку аспирин необратимо ингибирует производство тромбоксана, его используют для снижения риска инфаркта миокарда.